# Microplitis fordi
Microplitis fordi är en stekelart som beskrevs av Nixon 1970. Microplitis fordi ingår i släktet Microplitis och familjen bracksteklar. Inga underarter finns listade i Catalogue of Life.